# Visnaga crinita
Visnaga crinita (Guss.) Giardina & Raimondo, 2007 è una pianta appartenente alla famiglia delle Apiaceae, endemica della Sicilia e della Calabria.

## Descrizione

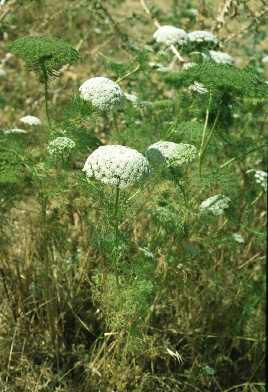

## Distribuzione e habitat
La specie è diffusa in Sicilia e Calabria.